# Arômes au Vin Blanc
Arômes au Vin Blanc ist eine französische Käsespezialität, bei der unterschiedliche Käsesorten verwendet werden können. Für die Herstellung des Käses wird Wein in ein Gefäß gegeben und auf einem Rost darüber wird ein Käse gelegt. Der Käse kommt dabei mit dem Wein nicht direkt in Kontakt. Verwendet werden vor allem Ziegenkäse wie etwa ein Saint-Marcellin. Der Käse bleibt zwei bis drei Wochen in dem Gefäß. Der verdunstende Wein durchdringt den Käse, aromatisiert ihn und lässt den Käseteig feucht und weich werden. 
Arômes au Vin Blanc werden vor allem in Lyon verzehrt. Die Französische Küche kennt noch eine Reihe weiterer Rezepte, die letztlich aus dem Wunsch entstanden sind, verderblichen Käse haltbarer zu machen. Zu den ähnlichen Rezepten zählt vor allem Arômes au Gène de Marc, aber auch Le Pitchou oder Crottin de Berry à l’Huile d’Olive.